# El Ligero
Simon Musk (nacido el 7 de enero de 1985) es un luchador profesional inglés. Es más conocido como su personaje en el ring, el luchador mexicano, El Ligero. Durante años se hizo famoso compitiendo en el circuito independiente europeo por promociones como Progress Wrestling y Defiant Wrestling.

## Carrera profesional de lucha libre

### Circuito independiente (2002–2018)
El Ligero ha sido un luchador profesional desde febrero de 2002. Ha luchado en los Estados Unidos, Italia, Suiza, Francia, Países Bajos, España, Bélgica, Rumania y muchas veces en el Reino Unido, por más de 100 empresas diferentes de lucha. 
Algunas de las empresas más importantes para las que ha trabajado incluyen: Pro Wrestling Noah (en su gira por el Reino Unido de 2008), 1PW , Grand Pro Wrestling , New Generation Wrestling , All Star Wrestling , Frontier Wrestling Alliance , WAW, IPW: Reino Unido, IWW (Irlanda) , NWA Wildside (EE. UU.) , EWF (Italia), EWE (España), PBW (Escocia), 2FC (Francia), DCW (Países Bajos), RPW (Rumania), XWA, 3CW, What Culture Pro Wrestling y más de 75 compañías. Él lucha como la mitad del equipo de etiqueta Hubba-Bubba Lucha junto a Bubblegum .
El Ligero estuvo involucrado en los primeros días de Grand Pro Wrestling como compañero de JC Thunder. Ligero se liberó del alcance de Thunder y los dos tuvieron uno de los combates más sangrientos en la historia de la lucha británica en julio de 2005. Ligero ha sido un pilar en la lista desde 2004, y en abril de 2014 obtuvo su primer y único título de individuales en la promoción. Mientras levantaba el Campeonato Británico después de derrotar a Zack Gibson. Ligero perdió el título en junio de 2015 ante T-Bone.
En la Frontier Wrestling Alliance , desde agosto de 2009, ha estado involucrado en una amarga disputa con Ross Jordan (también conocido como RJ Singh), quien se cortó dramáticamente los cuernos de su máscara durante un memorable segmento dentro del ring en "Hotwired" en noviembre de ese año. . En 2010, El Ligero apareció para Insane Championship Wrestling , entrando en un torneo para convertirse en el campeón inaugural de ICW Zero-G pero no tuvo éxito.
El Ligero hizo su debut en Southside Wrestling el 24 de octubre de 2010. Él ha luchado contra muchos, incluyendo a Davey Richards y Johnny Gargano. Su pelea de casi 3 años con Martin Kirby ha sido lo más destacado de su tiempo en Southside Wrestling, donde tuvieron un 'I Quit Match', Street Fight, No Ropes Match y finalmente terminaron en Steel Cage en el tercer aniversario de la compañía. En el evento Speed King el 30 de mayo de 2015 en Nottingham, El Ligero ganó el Campeonato SWE Speed King. Lo perdió ante Jimmy Havoc el 8 de agosto de 2015 en el evento SWE Menace II Society V.
El 20 de octubre de 2016, se anunció que Ligero participaría en la grabación de la promoción de lucha libre profesional británica World of Sport Wrestling.

### WWE (2018-2020)

#### NXT UK (2018-2020)
El 16 de mayo de 2018, se reveló que El Ligero, luchando bajo el nombre de Ligero, sería uno de los 16 hombres que competirán en un torneo de una noche para enfrentar a Pete Dunne en el Campeonato del Reino Unido de la WWE. Perdería ante Travis Banks en la primera ronda. En Instagram, Ligero reveló que firmó un acuerdo en el Reino Unido con WWE. En la edición del 24 de octubre de NXT UK, se enfrentaría a "Wild Boar" Mike Hitchman en un esfuerzo ganador. En las grabaciones de enero de 2019, ganó sus dos lucha, uno de los cuales fue contra Mark Andrews. En las grabaciones de febrero, Ligero derrotó a Joseph Conners. En el WWE Worlds Collide que se filmó durante el fin de semana de WrestleMania 35, derrotó a NXT Albert Hardie Jr. y 205 Live's Gran Metalik en un combate de triple amenaza. El 14 de mayo, debutó en la marca Cruiserweight 205 Live, en un partido contra Campeón Peso Crucero de la WWE Tony Nese. Perdería el partido y sería atacado por el rival de Nese Ariya Daivari después del partido.
A principios de 2020 fue derrotado por Kassius Ohno en las grabaciones de NXT UK del 1 de enero, en el NXT UK transmitido el 23 de enero fue derrotado por Jordan Devlin para clasificarse a la Fatal-4 Way Match por el Campeonato Peso Crucero de NXT de Angel Garza en Worlds Collide II, en el NXT UK transmitido el 12 de marzo fue derrotado por Noam Dar. El 26 de junio de 2020 fue despedido junto con Travis Banks debido a que ambos fueron acusados en el movimiento Speaking Out.

### Polémica
Como parte del movimiento Speaking Out, Ligero fue acusado de agresión indecente, envío de mensajes inapropiados y participación en conducta inapropiada.
Si bien negó la acusación de agresión indecente, admitió que envió mensajes inapropiados y tuvo una conducta inapropiada.
Tras las acusaciones, Ligero sería liberado por Progress Wrestling y WWE.

## Campeonatos y logros
- 3 Count Wrestling
  - 3CW Triple Crown Championship (2 veces)

- 4 Front Wrestling
  - 4 Front Wrestling Heavyweight Championship (1 vez)

- Anglian Championship Wrestling
  - ACW Light Heavyweight Championship (1 vez)[3]

- Attack! Pro Wrestling
  - Kris Travis Tag Team Invitational 2017 Tournament – con Martin Kirby[4]

- British Hybrid Wrestling
  - BHW Championship (1 vez)

- British Real Attitude Wrestling League
  - BRAWL Cruiserweight Championship (1 vez)

- Defiant Wrestling
  - Defiant Internet Championship (1 vez)
  - Magnificent 7 (2017) Briefecase1

- Frontier Championship Wrestling
  - FCW Championship (1 vez)

- Gerry Norton Promotions
  - GNP Tag Team Championship (1 vez) – con Cameron Kraze

- Grand Pro Wrestling
  - GPW British Championship (1 vez)
  - Crazy Cruiser 8 (2013)

- HOPE Wrestling
  - HOPE Kings Of Flight Championship (3 veces)[5]

- Infinite Promotions
  - Infinite Promotions Tag Team Championship (1 vez) – con Bubblegum
  - Infinite Promotions Tag Team Championship Tournament (2014) – con Bubblegum

- New Breed Wrestling Association
  - NBWA Heavyweight Championship (1 vez)

- New Generation Wrestling
  - NGW Undisputed Championship (1 vez)
  - NGW Tag Team Championship (1 vez) – con Dara Diablo
  - NGW Tag Team Championship Tournament (2011) - con Dara Diablo
  - Winner Of The Goole Trophy (1 vez)

- North East Wrestling Society
  - NEWS British Championship (1 vez)
  - NEWS British Championship Tournament

- Northern Wrestling League
  - NWL Elite Tag Team Championship (1 vez) – con Bubblegum

- Norton British Wrestling
  - NBW Cruiserweight Championship (1 vez)

- One Pro Wrestling
  - 1PW Tag Team Championship (1 vez) – con Bubblegum[6]

- Premier British Wrestling
  - PBW Heavyweight Championship (1 vez)
  - King of Cruisers (2010)[7]

- Preston City Wrestling
  - PCW Cruiserweight Championship (1 vez)

- Phoenix Pro Wrestling
  - PPW Championship (1 vez)
  - PPW Championship Tournament (2011)

- Power Trip Wrestling
  - PTW Heavyweight Championship (1 vez)

- Progress Wrestling
  - Progress Championship (1 vez)
  - Progress Tag Team Championship (2 veces) - con Nathan Cruz, Danny Garnell & Damon Moser (1) y Nathan Cruz (1)

- Pro Wrestling Chaos
  - Knights Of Chaos Championship (1 vez, actual) – con Martin Kirby[8]

- Pro Wrestling Illustrated
  - PWI lo clasificó como el # 235 de los mejores 500 luchadores individuales en el PWI 500 en 2018[9]

- Real Deal Wrestling
  - RDW European Championship (1 vez)
  - RDW Lightweight Championship (1 vez)
  - RDW Lincolnshire Regional Championship (1 vez)
  - RDW Tag Team Championship (1 vez) – con Martin Kirby
  - Blitz League (2008)
  - Money in the Bank (2008)

- SAS Wrestling
  - SAS Tag Team Championship (1 vez) – con Bubblegum

- Southside Wrestling Entertainment
  - SWE Heavyweight Championship (1 vez)[10]
  - SWE Speed King Championship (1 vez)
  - SWE Tag Team Championship (1 vez, actual) – con Joseph Conners
  - Speed King (2015)

- Swiss Wrestling Entertainment
  - SWE Championship (1 vez)

- Tidal Championship Wrestling
  - TCW Championship (2 vez)

- Triple X Wrestling
  - TWX Ax Championship (1 vez)
  - TWX Crush Championship (1 vez)

- WrestlinKULT
  - International Cult Cup Championship (1 vez)

- X Wrestling Alliance
  - XWA Flyweight Championship (3 veces)[11]

  1  Derrotado Martin Kirby en Build to Destroy (2017) para ganar el magnífico 7 (2017) Briefcase. 

### Luchas de Apuestas registro
| Ganador (apuesta)   | Perdedor (apuesta)     | Ubicación                       | Event                         | Datos               | Notas                                                |
| ------------------- | ---------------------- | ------------------------------- | ----------------------------- | ------------------- | ---------------------------------------------------- |
| El Ligero (máscara) | Martin Kirby (orgullo) | Newcastle upon Tyne, Inglaterra | WCPW Construido para Destruir | 16 de junio de 2016 | Kirby perdió por lo que tuvo que llevar un vestido.. |